# 栗原インターチェンジ
栗原インターチェンジ（くりはらインターチェンジ）は、尾道市栗原町・長江3丁目・西則末町・東則末町・門田町に跨って設けられている国道2号尾道バイパス上にあるインターチェンジである。東側ランプ（下り線出口・上り線入口）は尾道市栗原町および長江3丁目に、西側ランプ（下り線入口・上り線出口）は尾道市栗原町および門田町にそれぞれ存在し、その間は側道（南側側道は西行一方通行、北側側道は東行一方通行）で結ばれている。

## 道路
- 国道2号尾道バイパス

## 接続する道路
- 東側ランプ：広島県道363号栗原長江線（国道184号旧道）
- 西側ランプ：国道184号

## 沿革
- 1969年（昭和44年）7月9日 現在の国道184号以東の尾道バイパスが供用を開始したことに伴い東側ランプの供用が開始される。
  - 当時は広島県道239号栗原西御所線。1971年（昭和46年）4月27日広島県告示第437号で廃止されて国道184号に昇格し、それまで国道184号だった道が同日の広島県告示第436号で広島県道310号栗原長江線に移行した（現行の路線番号になったのは1972年（昭和47年）11月1日から）。
- 1972年（昭和47年）4月27日 現在の国道184号以西の尾道バイパスが供用を開始したことに伴い西側ランプの供用が開始される。
  - 当時は東側ランプ - 西側ランプ間の本線は建設されず、暫定措置として側道で供用していた。
- 時期は不明だが、東側ランプ - 西側ランプ間の本線が開通する。

## 周辺の地理
- 尾道市立長江中学校
- 広島県立尾道北高等学校
- JR山陽新幹線 新尾道駅
- 尾道市立栗原小学校

## 隣
尾道バイパス
西瀬戸尾道IC - 栗原IC - 平原IC

## 備考
- 一部の資料では東側ランプを尾道IC、西側ランプを栗原ICとしているものがあるが、尾道ICという呼称については現在では廃れている。